# Жуан (герцог Валенсия-де-Кампос)
Дон Жуан Португальский (порт. João de Portugal; 1349, Коимбра — 1397, Саламанка, Кастилия и Леон) — старший сын португальского короля Педру I и его метрессы Инес де Кастро. Один из основных претендентов на престол во время кризиса престолонаследия 1383—85 годов.

## Биография
Инфант Жуан был известен в Португалии своей мужественной статью и любим народом. В достаточно зрелом возрасте он воспылал страстью к рыжеволосой Марии Теллеш де Менезеш (сестре королевы Леонор), которая была на 11 лет его старше и уже имела сына от первого брака (будущего великого магистра ордена Христа). Во избежание гнева королевы они обвенчались тайно (в 1376 году).
Согласно традиционной точке зрения, властолюбивая Леонор опасалась, что в случае наследования престола Жуаном новая королева оттеснит её от власти и потому подговорила дона Жуана избавиться от супруги, пообещав ему в жёны свою дочь Беатрису (законную наследницу короны). В 1378 году в Коимбре дон Жуан, якобы в приступе ревности, задушил свою супругу. Преступление получило широкую огласку, и дон Жуан в одночасье превратился из наиболее любимого народом члена королевской фамилии в изгоя.
Опасаясь за свою жизнь, дон Жуан покинул Португалию. Он нашёл убежище при дворе кастильского короля Энрике II, который дал ему в жёны свою внебрачную дочь Констанцию. В качестве свадебного дара он получил замок Валенсия-де-Кампос с титулом герцога. Там он выстроил новый замок, названный в его честь Валенсия-де-Дон-Хуан («Валенсия дона Жуана»).
Дон Жуан — как наиболее вероятный наследник португальской короны — на протяжении 5 лет вёл вольготную жизнь в замке Валенсия. От престола его отделяла только инфанта Беатриса. В 1383 году состоялся брак Беатрисы с новым кастильским монархом Хуаном. Видя в доне Жуане потенциального наследника, тот распорядился заточить его в темницу. Он умер в неволе 14 лет спустя, похоронен в Саламанке.
Потомство Жуана Португальского по мужской линии продолжалось до середины XVII века. Его внук Фернанду занимал архиепископскую кафедру в Браге. Замок Валенсия унаследовала дочь Мария, супруга Мартина Васкеса де Куньи — родоначальника рода Тельес-Хиронов. Дочь и наследница последнего графа Валенсия из рода де Кунья вышла замуж за герцога Нахерского.